# Sabra (tank)
Izraelský tank Sabra byl vyvinut jako součást modernizace a následného rozvoje tanku Magach 7C. Při modernizaci byly vyměněny téměř všechny skupiny: byl vylepšen balistický profil pancéřování, tank byl vybaven reaktivním pancířem, vyzbrojen hladkým 120mm kanónem MG253, který byl vyvinut v Izraeli společností IMI, elektrohydraulické systémy jsou nahrazeny plně elektrickými, je instalován izraelský systém řízení palby. Rovněž pohonný a převodový systém je nahrazen mnohem výkonnějším a tím je výrazně zvýšena průchodnost terénem.
Celý modernizační program byl nejprve nabídnut turecké armádě jako varianta jejich modernizačního programu, později byl tank nabízen jako součást exportního programu. Turecké Ministerstvo obrany vybralo pro svůj modernizační program následující verzi tanku Sabra (Sabra Mk.II), ve které byly odstraněny dílčí nedostatky předchozí verze. Kontrakt byl podepsán 29. března 2002 s očekávanou hodnotou 688 milionů USD. První tank Sabra MK.II byl tureckým ozbrojeným silám dodán ke zkouškám v roce 2005 a zkouškami úspěšně prošel v květnu 2006. Následně bylo modernizováno mezi lety 2007 a 2009 170 bitevních tanků. Modernizační program byl zastřešován 2nd Main Maintenance Center Command turecké armády, modernizace byla prováděna společností IMI.

## Verze
Sabra Mk.I
Mk.I je původní modernizace tanku Magach 7C. Tank Sabra byl v této verzi vybaven kanónem 120 mm, vyvinutým společností IMI, bylo zesílené pancéřování a tank byl vybaven systémem řízení palby Knight, dodaným společností Elbit Systems. Pohonná jednotka a převodový systém byl rovněž modernizován a bylo dosaženo zvýšení průchodnosti terénem. Rovněž elektrohydraulický systém tanku Magach 7C byl nahrazen izraelským plně elektrickým systémem.
Sabra Mk.II
Ve verzi Mk.II byla nízkoprofilová velitelova věžička, použita v předchozí verzi, nahrazena věžičkou M19 (ve stylu tanku M60) a vybavena kulometem 12,7 mm. Tato verze je rovněž vybavena nezávislým infračerveným systémem, určeným pro potřeby velitele (CITV). Mk.II rovněž používá výkonnější pohonnou jednotku MTU Friedrichshafen a novou převodovku se čtyřmi rychlostmi vpřed a dvěma vzad. Tank Sabra je ve verzi Mk.II vybaven reaktivním pancířem. Modernizace na tuto verzi byla rovněž jako v předchozím případě zastřešována 2nd Main Maintenance Center s izraelskou podporou. Významná část modernizačních dílů je vyráběna v Turecku jako součást transferu technologií z Izraele.
Sabra Mk.III
Sabra Mk.III používá stejnou technologii pancéřování, kanón, systém varování RWR/IR (Radar Warning Receiver/Infrared Receiver) a pohonný systém jako Merkava Mk.IV. Největší změny jsou ve věži tanku, kdy se jedná změny v uložení munice a v systému řízení palby. Prototyp této verze, vyrobený společností IMI, již byl úspěšně testován a absolvoval střelby.

## Výzbroj
Hlavní výzbroj tanku Sabra tvoří kanón 120 mm s hladkým vývrtem (kanón je schopen odpalovat nové zdokonalené typy izraelské podkaliberní munice s šípově stabilizovanými průbojnými střelami, munici NATO, munici APAM se střelou s obsahem tříštivé submunice určené zejména k likvidaci živé síly a také laserem naváděné řízené střely domácí výroby "LAHAT" s tandemovou kumulativní hlavicí), sekundární výzbroj tanku tvoří kulomet 7,62 mm/5,56 mm (2x), kulomet 12,7 mm a minomet 60 mm.

## Zkušenosti z nasazení
Vysoká odolnost tanku, které dosáhl po modernizaci společností Israelian Military Industry (IMI), se prokázala při nasazení v okolí základny Ba’ashiqah, která leží přibližně 30 km severovýchodně od Mosulu v severním Iráku. Militantní skupina Islámského státu provedla útok na operující tank, který zasáhla raketou z kompletu 9K135 Kornet. I přes přímý zásah byl tank jen lehce poškozen, dodatečné pancéřování na pravé přední straně věže bylo zničeno, nicméně základní pancéřování bylo nepoškozeno a střela tedy do tanku nepronikla - posádka tanku neutrpěla žádné oběti na životech nebo zranění.

## Uživatelé
- Turecko – 170 jako M60T[2]
- Izrael

## Bojové nasazení
- konflikt Turecko-PKK
- Libanonská válka, 2006 (Sabra Mk.I)
- Válka v Gaze, 2008 (Sabra Mk.II)
- Operace Pilíř obrany, 2012 (Sabra Mk.II)
- Operace Ochranné ostří, 2014 (Sabra Mk.II)